# Milk River (Missouri River)
Der Milk River ist ein 1173 km langer Zufluss des Missouri River im US-Bundesstaat Montana und in der kanadischen Provinz Alberta. Sein Einzugsgebiet umfasst 61.200 km², davon 21.600 km² in Kanada.

## Flusslauf
Er entsteht im nordwestlichen Montana 34 km nordwestlich von Browning durch den Zusammenfluss von South Fork (knapp 50 km lang) und Middle Fork (rund 32 km lang). Beide Quellflüsse entspringen in den Rocky Mountains in der Lewis Range im Indianerreservat der Blackfoot, unmittelbar östlich des Glacier-Nationalparks.
Von dort fließt das Wasser des Milk River nach Osten durch das südliche Alberta. Nach diesem „Kurzbesuch“ in Kanada gelangt es überwiegend nach Südosten wieder nach Montana und fließt dort durch den Fresno-Stausee. Weiter in dieser Richtung mündet es etwa 20 km unterhalb des Staudamms des Fort Peck Lake in den Missouri River.

## Einzugsgebiet
Der Milk River ist der nördlichste Hauptzufluss des Missouri. Das nur kleine Gebiet im südlichen Alberta inklusive des Bereichs im südwestlichen Saskatchewan, das von ihm und seinen Zuflüssen entwässert wird, ist das einzige kanadische Gebiet, das in den Golf von Mexiko entwässert.

## Geschichte
Der Milk River bekam seinen Namen von Captain Meriwether Lewis von der Lewis and Clark Expedition, der den Fluss in seinem Journal beschrieb: „Das Wasser dieses Flusses besitzt eine eigenartige Weiße, es ist ungefähr von der Farbe einer Tasse Tee mit dem Zusatz eines Löffels Milch. Wegen der Farbe seines Wassers nannten wir ihn ‚Milchfluss‘.“
Dieses Aussehen resultiert aus Gesteinsmehl, das sich in seinem Wasser befindet. Die extrem feinkörnigen Sedimente sind das Resultat der Glazial-Abnutzung an den Oberläufen des Milchflusses.